# A Arnoia
A Arnoia – gmina w Hiszpanii, w prowincji Ourense, w Galicji, o powierzchni 20,69 km². W 2011 roku gmina liczyła 1051 mieszkańców.